# Mihai Viteazu (gmina w okręgu Kluż)
Mihai Viteazu – gmina w Rumunii, w okręgu Kluż. Obejmuje miejscowości Cheia, Cornești i Mihai Viteazu. W 2011 roku liczyła 5423 mieszkańców.